# Биг Кабин (Оклахома)
Биг Кабин (енгл. Big Cabin) град је у америчкој савезној држави Оклахома.

## Демографија
По попису из 2010. године број становника је 265, што је 28 (-9,6%) становника мање него 2000. године.
| Група             | 2000.       | 2010.       |
| Белци             | 219 (74,7%) | 194 (73,2%) |
| Афроамериканци    | 0 (0,0%)    | 3 (1,1%)    |
| Азијати           | 2 (0,7%)    | 2 (0,8%)    |
| Хиспаноамериканци | 5 (1,7%)    | 0 (0,0%)    |
| Укупно            | 293         | 265         |